# Turms

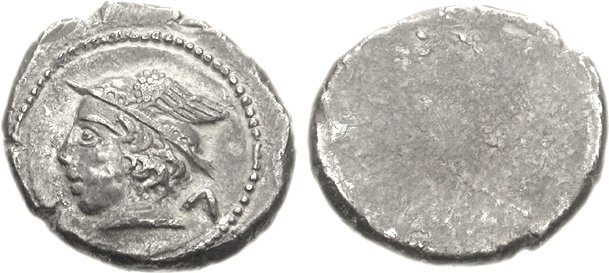
à gauche: Turms au casque ailé; à droite Λ, symbole de la valeur.

Turms est le nom d'une divinité étrusque équivalent de la grecque Hermès et de la  latine Mercure.

## Présentation
Turms est le dieu du commerce, dieu des marchands, protecteur des voyageurs ainsi que le dieu messager entre les hommes et les dieux. 
Des représentations de ce dieu se trouvent sur différents objets comme des miroirs (Jugement de Pâris), bronzes, reliefs en terre cuite et monnaies étrusques.
Turms est le messager du dieu des morts, sur une inscription, nous pouvons lire Turms Aitas (Turms d'Aita). Sur de nombreux sarcophages tardifs, cette divinité proche de Charun porte aussi parfois le maillet. Il représente un génie psychopompe (conducteur des âmes des morts).
Aucun indice ne prouve  qu'une quelconque cité ait fait de Turms sa divinité poliade (protectrice de la ville).
Turms est aussi un personnage du livre de Mika Waltari Turms l'Immortel, paru en 1955, qui a lieu à la fin de l'ère de la civilisation étrusque.